# Anders Gernandt (politiker)
Anders Konrad Svante Gernandt, född 18 juli 1916 i Stockholm (Johannes), död 23 augusti 2008 i Arbogabygdens församling, Västmanlands län, var en svensk pilot samt en av silverflygarna. Han var även ingenjör, författare, illusionist och politiker, och var riksdagsledamot för Centerpartiet under 1970- och 1980-talet.

## Biografi
Gernandt hade en betydande erfarenhet som flygtekniker. Efter flygutbildning vid Flygvapnet anställdes han som testpilot vid Hägglund och Söner där han provflög samtliga Sk 25. Som författare var han verksam som föredragshållare och bokutgivare inom friskvårdsfrågor och alternativmedicin. Under non-stop-showen vid Magisk Weekend i Norrköping 1977 medverkade han som illusionist.
Som politiker motionerade Gernandt bland annat om att inrätta ett särskilt hälsodepartement, samt att ersätta statsskatt, kommunalskatt och moms med en tidskatt. Han engagerade sig även i ufo-frågor, och ordnade ett möte mellan representanter för den svenska uforörelsen och den dåvarande överbefälhavaren Stig Synnergren.

### Familj
Anders Gernandt var kusin till hästsportkommentatorn med samma namn.